# Čebelji vosek
Čebelji vosek je živalski vosek, ki ga izdelujejo medonosne čebele vrste Apis mellifera v voskovnih žlezah. 
Je belo-rumene do rumeno-rjave barve, kar je deloma odvisno od količine barvil, ki vanj pridejo iz cvetnega prahu, propolisa. 
Pri 32-35 °C je plastičen in upogljiv ter se z lahkoto gnete, pri malo nižji temperaturi (25-30 °C) pa je zelo močan; poln sat lahko drži več kilogramov medu. 
Vosek v vodi ni topen. Nekaj njegovih sestavin lahko raztopimo v alkoholu, dobro pa je topen v številnih drugih organskih topilih (v etru, bencinu).
Gostota voska je 0,964 do 0,970. Tališče ima pri 62 do 64 °C.

## Sestava voska
Poznanih je že več kot 300 komponent voska. Glavna sestavina so estri nasičenih maščobnih kislin z enovalentnimi alifatskimi alkoholi, ki predstavljajo 70 do 74% vseh spojin. Vsebuje še 13 do 15% prostih maščobnih kislin in 12 do 15% alifatskih ogljikovodikov ter barvila, aromatične snovi, nekaj mineralnih snovi in precej vitamina A.

## Nastanek in pomen voska
Čebelji vosek izdelujejo parne voskovne žleze, ki ležijo na sprednji strani trebušnih okrovov četrtega do sedmega člena čebeljega zadka. Pod površino trebušnega okrova, ki mu pravimo voščeno ogledalo, so skrite celice voskovnih žlez (gre za preobražene epidermalne celice). Te celice izločajo tekoči vosek, ki pronica skozi pore voščenega ogledalca in se na površini strdi v školjkaste luske, debele 0,5 mm. Čebele voščene luske z dlačicami na nogah prenesejo do čeljusti, kjer jih zgnetejo v želeno obliko. Pri tem opravilu za mazanje čeljusti žleze slinavke izločajo gosto alkalno snov. Iz voska gradijo satje. V celice satja zalega matica, delavke pa vanje shranjujejo med in cvetni prah. Iz voska izdelujejo tudi voščene pokrovce, s katerimi pokrivajo celice, napolnjene z medom.
Vosek nastane, ko se med presnavlja v maščobnih celicah, povezanih z voskovnimi žlezami, in se tako pretvori v čebelji vosek. Pogoj za sposobnost proizvodnje voska je, da se čebele prve dni svojega življenja hranijo s pelodom ter tako dobijo protein, ki omogoča razvoj maščobnih celic. Pogoj je tudi zaloga medu v panju, ki ga čebele zaužijejo kot surovino za izdelavo voska. Da čebela izdela 1kg voska, mora zaužiti 8,4 kg medu.

## Problemi voskov
Nekateri čebelarji želijo prihraniti tako, da čebelji vosek ponarejajo z dodajanjem loja, mineralnih voskov, stearina, parafina, kolofonije, rastlinskih voskov itd. Takšen vosek ima spremenjene kemijske in fizikalne lastnosti. Ponarejenost voska je brez laboratorijskih analiz zelo težko dokazati, medtem ko čebele ponarejen vosek hitro spregledajo: iz takšnega voska izdelane satnice namreč ne zdržijo teže- raztegnejo se in deformirajo, čebele pa panj zapustijo.  
Satnic ne izdelujemo sami, ker lahko vosek vsebuje spore hude gnilobe in ga je potrebno obdelati s temperaturo nad 125 °C.

## Uporaba
- za žvečenje: pomešan z medom se uporablja pri vnetjih ustne votline ali obolelega požiralnika in želodca, za čiščenje nosnega dela žrela, pri vnetju čelnih votlin, dlesni, pri astmi, senski mrzlici in senenem nahodu.

- v kozmetiki: čebelji vosek daje koži mehkobo, elastičnost, vlago in jo hkrati ščiti pred obolenji. Uporablja se kot sestavina krem, mazil, losjonov, mil, depilacijskih krem, ličil, utrjevalcev za lase. Eterični izvleček iz voska je dragocena snov v industriji parfumov; po svoji kvaliteti ne zaostaja za rožnim in jasminovim oljem. Za pridobitev 1kg dišave je potrebna 1 tona voska, ki pa je po ekstrakciji še uporaben za izdelavo satnic.
- v farmaciji: Uporablja se kot sestavina za različna mazila, obliže in druge farmacevtske pripravke.
- v medicini: vosek uporabljajo za izdelovanje kalupov in odtisov.
- svečarstvo, pečatenje, slikarska tehnika izdelave pisanic s pomočjo voščenega pisala, za mazanje pekačev pri peki peciva (vosek omogoča lepo peko, hkrati pa ne daje nobenih kalorij, saj je za človeški organizem neprebavljiv), premazi za pohištvo, vrtnarske maže, v živilski industriji, za barvanje tekstila (batik), za zaščito kovin pred korozijo.